# RU Ursae Minoris
RU Ursae Minoris är en dubbelstjärna i den södra delen av stjärnbilden Lilla björnen. Den har en högsta skenbar magnitud av ca 10 och kräver ett teleskop för att kunna observeras. Baserat på parallax enligt Gaia Data Release 2 på ca 3,5 mas, beräknas den befinna sig på ett avstånd på ca 930 ljusår (ca 286 parsek) från solen.

## Egenskaper
Primärstjärnan RU Ursae Minoris A är en vit till blå stjärna i huvudserien av spektralklass F0 IV/V. Den har en massa som är ca 2,3 solmassor, en radie som är ca 1,8 solradie och har ca 7,6 gånger solens utstrålning av energi från dess fotosfär vid en effektiv temperatur av ca 7 200 K. Följeslagaren RU Ursae Minoris B har ca 0,72 gånger solens massa, 1,1 gånger dess radie och mellan 0,58 och 0,86 gånger dess ljusstyrka. Båda stjärnorna är något ljusstarkare än vad deras respektive spektraltyp anger. Konstellationen är delvis fristående, eftersom följeslagaren fyller sin Roche-lob och överför materia till primärstjärnan.

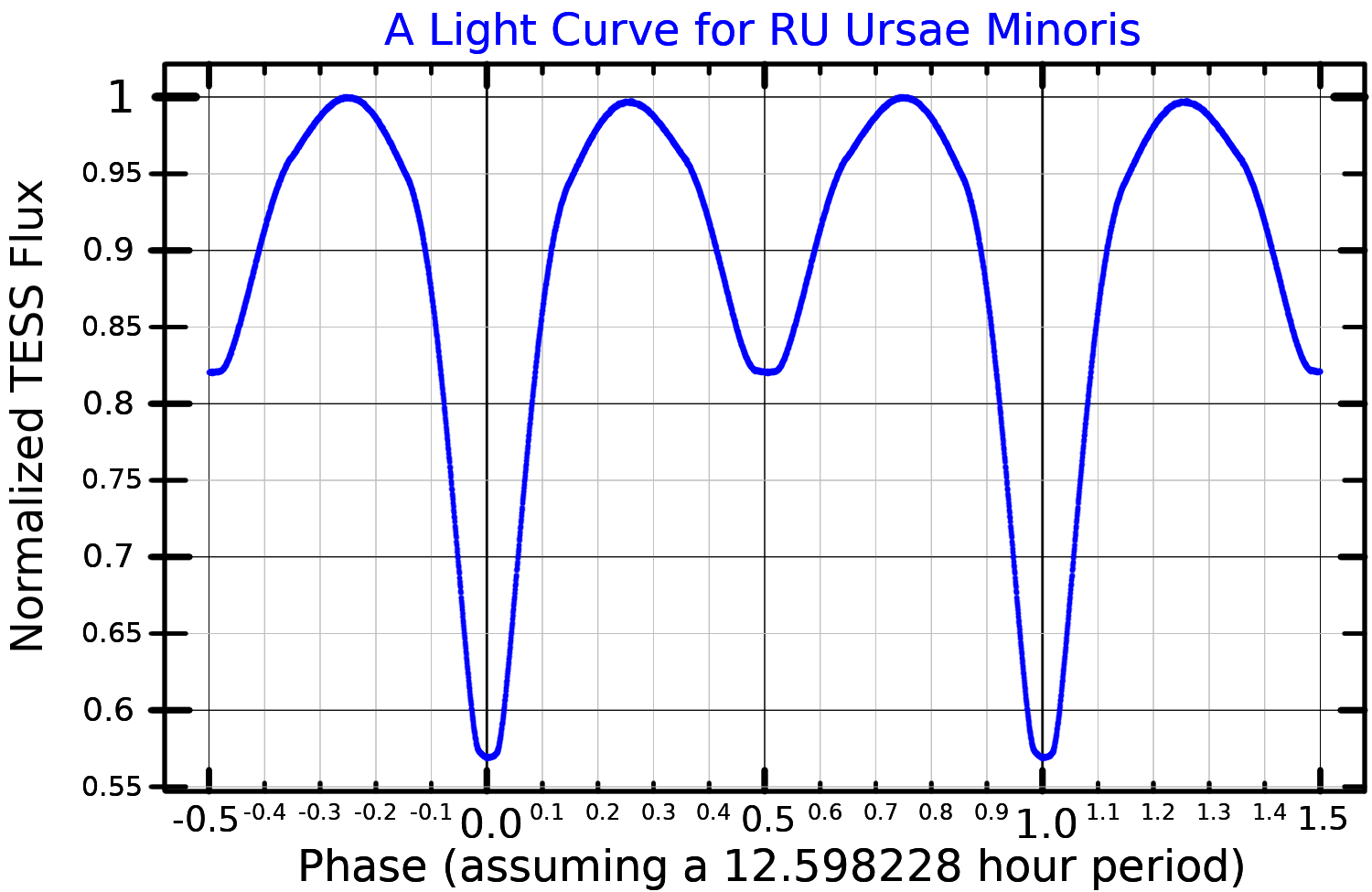
Ljuskurva för RU Ursae Minoris, anpassad från TESS-data

RU Ursae Minoris är en förmörkelsevariabel med skenbar magnitud som varierar från 10 till 10,66 med en period av 0,52 dygn när ena stjärnan passerar framför den andra i förhållande till observatörer på jorden. Perioden som stjärnor har för att kretsa runt varandra minskar mycket långsamt (med ungefär 0,15 sekunder per år), vilket tyder på att de rör sig närmare varandra och kommer att bli en kontaktbinär.